# شهرستان مک‌داول (ویرجینیای غربی)
شهرستان مکداول، ویرجینیای غربی (به انگلیسی: McDowell County, West Virginia) یک سکونتگاه مسکونی در ایالات متحده آمریکا است که در ویرجینیای غربی واقع شده‌است.

## خصوصیات
شهرستان مکداول ۱٬۳۸۵٫۶۵ کیلومترمربع مساحت دارد.